# وایت‌هد، شهرستان انتریم
وایت‌هد (به انگلیسی: Whitehead) یک روستا در بریتانیا است. وایت‌هد ۳٬۷۸۶ نفر جمعیت دارد.